# トンプソン・ツインズ
トンプソン・ツインズ（英語: Thompson Twins）は、イングランドの音楽ユニット。

## 略歴

### 結成期

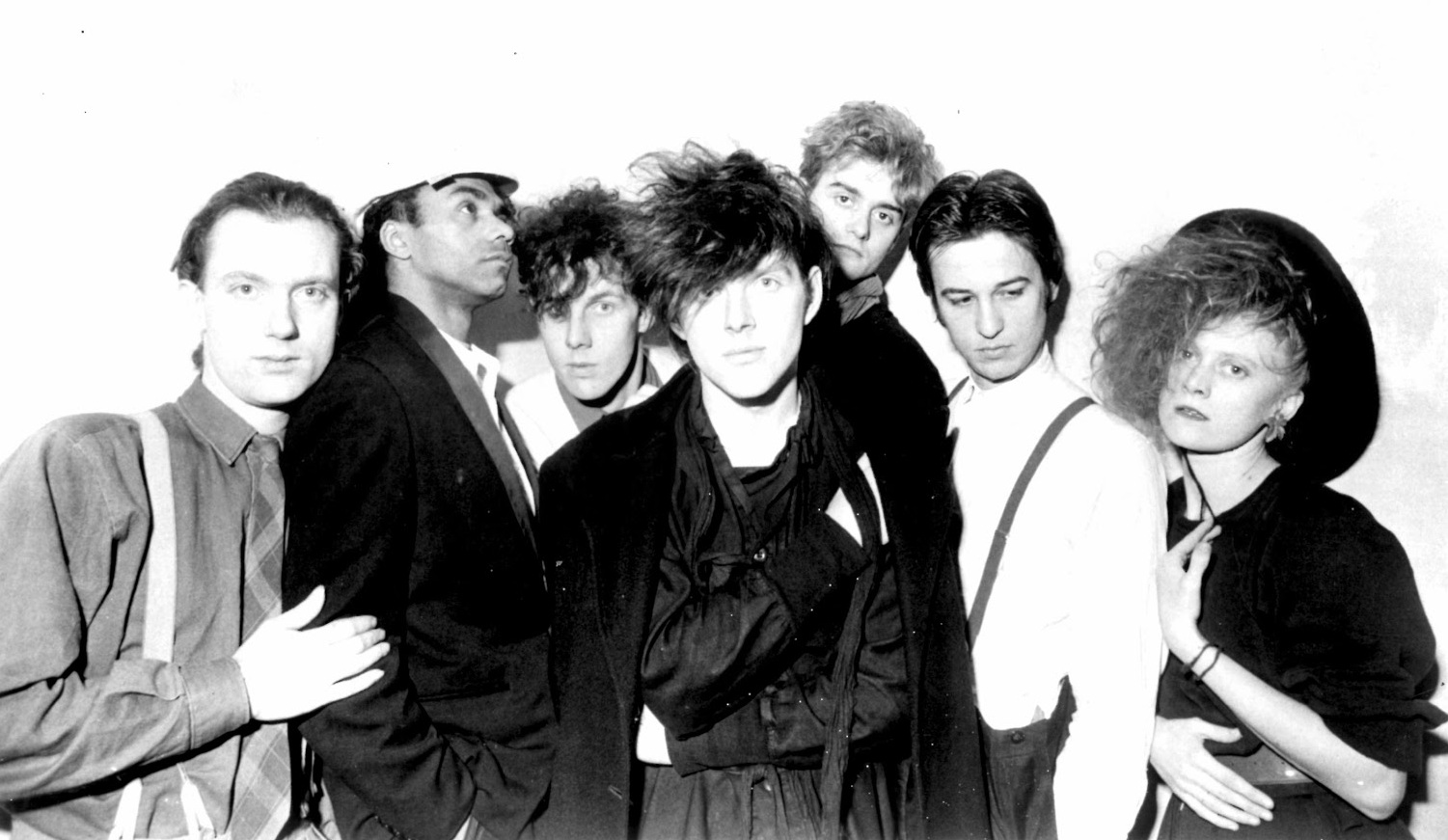
7人編成時代（1982年）

1977年、トム・ベイリー（ボーカル、ベース）を中心にシェフィールドで結成。当時流行のニュー・ウェイヴ・バンドとして、後にロンドンで活動するようになる。1981年のデビュー当時は、トム・ベイリー、ピート・ドッド、ジョン・ローグ、クリス・ベル、ジョー・リーウェイ、アラナ・カリー、マシュー・セリグマン、7人編成であった。
1982年にシングル「イン・ザ・ネーム・オブ・ラブ」がスマッシュヒット。

### トリオ時代
「イン・ザ・ネーム・オブ・ラブ」発表以降にバンド内で不和が起こり、ベイリー、ジョー・リーウェイ、アラナ・カリーの3人編成となる。
1983年からはシンセポップ色を強め、第2次ブリティッシュ・インヴェイジョンの波に乗り、「ホールド・ミー・ナウ」、「レイ・ユア・ハンズ」などのシングル・ヒットを飛ばす。ポップで親しみやすい音楽性でアメリカを始め世界各国で幅広い人気を獲得した。

### デュオ期
1986年にリーウェイが脱退、その後、セールスが落ち込んだ。1991年にベイリーとカリーは結婚しニュージーランドに移住。1993年にトンプソン・ツインズの解散を発表した。現在はベイリーとカリーは離婚し、どちらもイギリスで生活をしている。

### 解散後
トム・ベイリーは2014年、ハワード・ジョーンズ、ミッジ・ユーロらとともに27年ぶりのツアーを敢行、トンプソン・ツインズの楽曲を披露したことが大きな話題となった。11月末から12月初めにかけて、ベイリーが来日、東京・大阪で28年ぶりに公演。
2020年4月、新型コロナウイルス感染による合併症で、旧メンバーのマシュー・セリグマンが死去。

## メンバー

### 全盛期ラインナップ
- トム・ベイリー (Tom Bailey) – ベース、ギター、キーボード、ボーカル (1977–1993)
- ジョー・リーウェイ (Joe Leeway) – コンガ、パーカッション、キーボード、ボーカル (1981–1986)
- アラナ・カリー (Alannah Currie) – ドラムス、パーカッション、ボーカル (1981–1993)

### 旧メンバー
- ピート・ドッド (Pete Dodd) – ギター、ボーカル (1977–1982)
- ジョン・ルーグ (John Roog) – ギター (1977–1982)
- ジョン・ポドゴルスキー (Jon Podgorski) – ドラムス (1977–1978)
- アンドリュー・エッジ (Andrew Edge) – ドラムス (1978–1979)
- クリス・ベル (Chris Bell) – ドラムス (1979–1982)
- ジェーン・ショーター (Jane Shorter) – サクソフォーン (1981)
- マシュー・セリグマン (Matthew Seligman) – ベース (1981–1982) ♰RIP.2020

## 出演

### CM
- 日産自動車 フェアレディZ Z31（1983年）
- 日立マクセル カセットテープ UD（1986年）

## ディスコグラフィ

### スタジオ・アルバム
- A Product of ... (Participation) (1981年)
- 『イン・ザ・ネーム・オブ・ラブ』 - Set (1982年) ※旧邦題『セット』
- 『サイド・キックス』 - Quick Step and Side Kick (1983年)
- 『ホールド・ミー・ナウ』 - Into the Gap (1984年)
- 『フューチュアー・デイズ』 - Here's to Future Days (1985年)
- 『クロース・トゥ・ザ・ボーン』 - Close to the Bone (1987年)
- 『ビッグ・トラッシュ』 - Big Trash (1989年)
- 『クウィア』 - Queer (1991年)